# Ramholz (Schlüchtern)
Ramholz ist ein Weiler im Ortsteil Vollmerz der Stadt Schlüchtern.

## Geografische Lage
Ramholz liegt auf einer Höhe von 320 m über NN, etwa 6,5 km südöstlich des Stadtkerns von Schlüchtern.

## Geschichte

### Mittelalter
Der Ort gehörte zum Gericht Altengronau, das 1333 als Reichslehen aus einer Erbschaft vom Haus Rieneck an die Herrschaft Hanau kam. Aus dem Gericht entstand im 15. Jahrhundert das Amt Schwarzenfels der Grafschaft Hanau, ab 1459: Grafschaft Hanau-Münzenberg. 1458 und 1493 wurde das Dorf als Wüstung bezeichnet.
Im Ort hatten nacheinander verschiedene Herren umfassende Rechte und Besitz inne, zu denen die Burg Steckelberg, gefolgt von dem Schloss Ramholz, gehörte. Vor 1482 waren dies die Ritter der Familie von Steckelberg, dann folgte die Familie von Hutten. Diese hielten Ramholz als ein Hanauisches Lehen.

### Historische Namensformen
In erhaltenen Urkunden wurde Ramholz unter den folgenden Namen erwähnt:
- „Ramundis“ (1039)
- „Ramundes“ (1144)
- „Ramungs“ (1303)
- „Ramons“ (1444)
- „Rannelz“ (1453)
- „Ramoltze“ (1458)
- „Romoltzs“ (1494)

Ab 1404 gab es zeitweise eine Unterteilung in Ober- und Unter-Ramholz.

### Neuzeit
In der zweiten Hälfte des 17. Jahrhunderts konnte der Niederadel für Ramholz seine Reichsunmittelbarkeit durchsetzten. 1698 übernahmen es die Herren von Degenfeld. Im Zuge der „napoleonischen Flurbereinigungen“ in Deutschland kam das Justizamt Ramholz zunächst 1806 zu der Landgrafschaft Hessen-Kassel und 1801 zu dem Großherzogtum Frankfurt und nach den Beschlüssen des Wiener Kongresses zum Kurfürstentum Hessen. Nach der Verwaltungsreform im Kurfürstentum Hessen von 1821, durch die Kurhessen in vier Provinzen und 22 Kreise eingeteilt wurde (Liste der Kreise im Kurfürstentum Hessen), gehörte Ramholz zum Kreis Schlüchtern. 1852 erwarb der Fürst von Ysenburg-Büdingen-Büdingen das Schloss, 1883 die Freiherren von Stumm. 1895 hatte der Ort 29 Häuser mit 217 Bewohnern.
Durch die Hessische Gebietsreform Anfang der 1970er Jahre kam Ramholz zur Stadt Schlüchtern.

## Kirchliche Verhältnisse
Die Kirche von Ramholz gehörte zum Bistum Würzburg. Kirchliche Mittelbehörde war das Archidiakonat Karlstadt. 1167 gehörten die Kirchen und Kapellen von Altengronau, Gundhelm, Hohenzell, Mottgers, Oberkalbach, Steckelberg, Steinbach, Sterbfritz, Zeitlofs und Züntersbach zur Pfarrei Ramholz. 1354 wurde die Pfarrei dem Kloster Schlüchtern einverleibt, das das Patronat über die Kirche bereits 1039 vom Kloster Fulda als Schenkung erhalten hatte.
Die Grafschaft Hanau-Münzenberg schloss sich in der Reformation zunächst der lutherischen Konfession an, ab 1597 war sie reformiert.
Die evangelische Kirchengemeinde Ramholz bildet zusammen mit der evangelischen Kirchengemeinde Schlüchtern einen Kooperationsraum und gehört dem Kirchenkreis Kinzigtal in der Evangelischen Kirche von Kurhessen-Waldeck an.

## Persönlichkeiten
- Karl Friederich Fink (1826–unbekannt), Jurist und Mitglied des kurhessischen Kommunallandtages

## Sehenswürdigkeiten
- Schloss Ramholz
- Burg Steckelberg
- Evangelische Kirche